# Chickamaw Beach
La ville américaine de Chickamaw Beach est située dans le comté de Cass, dans l’État du Minnesota. Lors du recensement de 2010, sa population s’élevait à 114 habitants.
Chickamaw Beach fait partie de l’agglomération de Brainerd.

## Démographie
| Groupe            | Chickamaw Beach | Minnesota | États-Unis |
| ----------------- | --------------- | --------- | ---------- |
| Blancs            | 100             | 85,3      | 72,4       |
| Autres            | 0               | 14,7      | 77,6       |
| Total             | 100             | 100       | 100        |
|                   |                 |           |            |
| Latino-Américains | 1,8             | 4,7       | 16,7       |

Selon l'American Community Survey, pour la période 2011-2015, 100 % de la population âgée de plus de 5 ans déclare parler anglais à la maison.